# ATP Challenger Barcelona-3
Der ATP Challenger Barcelona (offiziell: Ciutat de Barcelona) war ein Tennisturnier, das zwischen 2004 und 2005 jährlich in Barcelona, Spanien, stattfand. Es gehörte zur ATP Challenger Tour und wurde im Freien auf Sand gespielt.

## Liste der Sieger

### Einzel
| Jahr | Sieger           | Finalgegner      | Ergebnis             |
| ---- | ---------------- | ---------------- | -------------------- |
| 2005 | Fernando Vicente | Albert Portas    | 6:2, 6:2             |
| 2004 | Óscar Hernández  | Santiago Ventura | 6:3, 3:6, 5:1 aufgg. |

### Doppel
| Jahr | Sieger                                     | Finalgegner                          | Ergebnis |
| ---- | ------------------------------------------ | ------------------------------------ | -------- |
| 2005 | David Marrero Gabriel Trujillo Soler (2)   | Bart Beks Matwé Middelkoop           | 6:4, 6:4 |
| 2004 | Óscar Hernández Gabriel Trujillo Soler (1) | Mounir El Aarej Marc Fornell Mestres | 6:4, 7:5 |